# Kaloperi
Kaloperi ("piedi neri") si riferisce a un sottogruppo etnico rom musulmano proveniente dalla Bosnia.

## Etnologia
L'apellativo "piedi neri" deriva probabilmente dalla loro principale attività, l'agricoltura. Le famiglie di kaloperi possiedono la casa dove vivono, non parlano volentieri la Lingua romaní e guardano con sospetto gli altri rom nomadi. 
La storia dei kaloperi è stata raccontata da Massimo D'Orzi nel documentario Adisa o la storia dei mille anni realizzato in seguito ad un suo viaggio nelle regioni montuose della Bosnia del 2004.